# Domingo Víctor Santa María
Domingo Víctor Santa María y Márquez de la Plata (Santiago, 6 de marzo de 1854-ibíd., 12 de diciembre de 1919), fue un ingeniero y político chileno, militante del Partido Liberal (PL). Ocupó el cargo de diputado en los periodos 1879-1884 y 1885-1888.

## Biografía
Nació en Santiago, hijo del exparlamentario y expresidente de la República, Domingo Santa María González y Emilia Márquez de la Plata Guzmán.
Sus estudios los realizó en la Facultad de Ingeniería de la Universidad de Chile, donde se graduó de ingeniero geógrafo y un año después, de ingeniero en minas. En 1877 obtuvo el título de ingeniero civil, en la Universidad de Gante, Bélgica.
Se casó en Santiago, el 16 de junio de 1879 con su prima Teresa Santa María Capetillo; tuvieron tres hijos.

## Vida pública
Luego trabajó en Chile, como ingeniero del trazado del Ferrocarril de Taltal al Refresco; ingeniero de sección; e ingeniero jefe de los Ferrocarriles del Estado. Fue también, ingeniero en el dique de Talcahuano; jefe de las construcciones de los puentes Maule y Lircay; director general de Obras Públicas; inspector general de materiales en Europa; y después de la revolución de 1891, volvió a la Dirección de Obras Públicas.
Entre otras actividades, desempeñó diversas comisiones de importancia, como las tasaciones de los Ferrocarriles de Copiapó y Coquimbo, al ser adquiridos por el gobierno.
Durante años fue profesor de Cemento, puentes, túneles y ferrocarriles en la Universidad de Chile, y director de la Escuela de Arquitectura e Ingeniería. También fue decano de la Facultad de Matemáticas. Fue autor de diversos estudios sobre aceras; texto de cimientos, puentes y túneles; un polígrafo del curso de ferrocarriles; y una serie de folletos y artículos sobre las materias mencionadas.
Entre las distinciones que obtuvo está aquella en que fue designado miembro de la Association des Ingénieurs des Guides, con diploma de honor; y miembro honorario del Instituto de Ingenieros de Chile.

## Carrera política
Fue miembro del Partido Liberal, del cual fue dirigente. Su partido lo mencionó en diversas oportunidades como posible candidato a ministro de Obras Públicas, pero nunca fue llamado a ocupar este cargo.
Fue elegido diputado suplente por Ancud, período 1879-1882.
Electo diputado propietario por Ancud y Quinchao, período 1882-1885. Cesó en sus funciones como diputado, porque fue nombrado ingeniero de Ferrocarriles del Estado, el 9 de abril de 1884.
Reelecto diputado por Ancud y Quinchao, período 1885-1888; integró la Comisión Permanente de Gobierno y Relaciones Exteriores. Cesó en sus funciones parlamentarias el 24 de noviembre de 1885, fecha en que fue nombrado director de la Vía y Edificios de los Ferrocarriles del Estado por el gobierno de su padre. Se incorporó su suplente, Manuel Guzmán Velásquez, el 12 de diciembre de ese año.